# レクラゼパム
レクラゼパム（英：Reclazepam）はベンゾジアゼピン誘導体である薬物である。他のベンゾジアゼピン誘導体と同様の鎮静薬、抗不安薬としての作用を持ち、作用時間は短い。

## 関連記事
- ベンゾジアゼピン